# Yuri Landman
Yuri Landman (Zwolle, 1 de febrero de 1973) es un músico, luthier experimental y profesor de música neerlandés que ha hecho varios instrumentos de cuerda eléctricos experimentales como la Moodswinger, la Springtime y la Moonlander por una lista de artistas como Lee Ranaldo y Thurston Moore de Sonic Youth, Einstürzende Neubauten, Jad Fair de Half Japanese, Liam Finn o el compositor barcelonés Javier Bayon. También ha sido activo como ilustrador e historietista, músico y cantante.

## Biografía
En una etapa de su vida, estudió Física. En otra se dedicó a vender cómics. Tras una temporada como dibujante de cómics y como miembro de los grupos Zoppo y Avec-A, comenzó a diseñar instrumentos alternativos. Basándose en técnicas de guitarras preparadas, fabricó su primer instrumento en 2001. Desde 2001 lleva creando instrumentos fundamentados en las técnicas de guitarra preparada (experimentos acústicos en los que intervienen objetos de diversa índole como baquetas, piezas metálicas (cuharas, varillas, muelles), imanes, etc...que buscan sacar sonidos desconocidos en una guitarra). 
En 2006 contactó con la banda Liars y 6 años después consiguió finalizar una de sus obras más conocidas: la Moodswinger, instrumento con el que cuenta este grupo entre sus manos. Muchos instrumentos después, los interesados en hacerse con un instrumento de Yuri medraba y acabaría diseñando instrumentos para grupos tales como: Sonic Youth, Half Japanese, Enon, Lou Barlow, dEUS, Dodos, Blood Red Shoes, HEALTH, Micachu & The Shapes, The Go! Team y otros.
En 2008 empezaron los discursos y presentaciones de este hombre por todo el mundo, para que se extendiesen sus conocimientos de instrumentos alternativos con talleres manuales de algunas de sus creaciones. 
En 2009 Landman creó la Home Swinger, una versión DIY de la Moodswinger hágalo usted mismo para workshops en festivales de música. Esto significó el auge del proyecto inicial del Home Swinger. Una Gesamtkunstwerk (obra de arte total) que abarcaba un taller donde los participantes construyen su instrumento escogido y tras un ensayo, 40 minutos de performance/concierto al más puro estilo de las composiciones de Rhys Chatham o Glenn Branca y con el tiempo comienza a impartir talleres de construcción de su catálogo por toda Europa. Los participantes escogen y montan el instrumento que más les gusta tan solo con la ayuda de un destornillador siguiendo la filosofía DIY.
Tras el auge del Homeswinger, siguieron otros instrumentos que se encuentran en este artículo. En 2012, Landman formó el grupo Bismuth con el multinstrumentista Arnold van de Velde. Con este grupo ha publicado un álbum. En este mismo año comienza con el proyecto Strat Eraser Project para ayudar a guitarristas a deshacerse de sus hachas que cogen polvo y convertirlas en obras napoleónicas de auténtico ruido. Landman publicó junto con Bart Hopkin, el libro Nice Noise donde explica algunas técnicas para guitarras preparadas. Landman colaboró con el músico/artista Wessel Westerveld, que tiene una colección de Intonarumori. Colabora con la compañía De Stilte y hace música para la danza contemporánea. En 2015 se desarrolló una instalación de sonido totalmente motorizada. En 2016, se construyó una guitarra para Thurston Moore, a petición de la Premier Guitar Magazine. En marzo de 2017, escribió un artículo crítico sobre Thierry Baudet y recibió amenazas de muerte después. De vez en cuando él construye instrumentos para los músicos amistosos como Rhys Chatham, Tomoko Sauvage, Lau Nau/Anti Tolvi, Hifi Club, Ex-Easter Island Head y otros. En 2017 se construyó una instalación sonora para iii y desarrolló un nuevo taller de construcción de instrumentos para el Lost Ideas Festival de Lee Ranaldo en Menen y el primer taller de este tipo en España tuvo lugar en Matadero Madrid el próximo noviembre de 2017. A invitación de Harman Kardon, Landman construyó un sonómetro de 24 cuerdas con J.Views en 2018. En 2018, diseñó una serie de diagramas con microtonos. En diciembre de 2018, el Museo de Instrumentos Musicales en Bruselas organizó una gran exposición con 40 de sus instrumentos. En 2020 Landman hizo una novela gráfica 1991. En diciembre de 2020 comenzó a publicar este libro en seis idiomas en su Instagram. También trabaja con Error Instruments.

### Educación
Las organizaciones Conservatoire TPM (Toulon), WORM (Róterdam), Flipside (Eindhoven), De Toonzaal (Bolduque), Muziekgebouw aan 't IJ (Ámsterdam), Extrapool (Nimega), Matrix (Lovaina), MoTA (Ljubljana), Sonoscopia (Porto),  Radiona (Zagreb), St James Cavalier (Malta), Liebig 12 (Berlín), Maajaam (Otepää) y TAMK (Tampere) poseer colecciones instrumentos de Landman por programas d'artistes en residencia, educación y investigación.
Enseña regularmente en varias academias como TAMK (Tampere), Universidad Aalto, FH Joanneum (Graz), AvP (Leeuwarden), Hochschule für Musik Detmold y ha dado conferencias en Academia Sibelius, Royal Academy of Music, Universidad de Salford, Universidad de Nantes, Universidad de Gante, PXL, Escuela Superior de las Artes de Zúrich, Universidad de Música y Arte Dramático de Viena, Hogeschool van Amsterdam, HKU, Universidad de Bradford, Conservatorio TPM, Design Academy Eindhoven, Escuela Massana (Barcelona), Codarts y otros.

### Ensayos
- The Seven Plus Five Pattern, Soundest #1, Oct 2018.[5] (en inglés)
- From Rusollo till Present , 2019. (en inglés)

## Discografía
- Zoppo - Chi Practica Lo Impare Zoppicare, LP, 1997
- Zoppo - Belgian Style Pop, CD, 1998
- Avec-A - Vivre dans l'aisance, CD, 2004
- Yuri Landman Ensemble feat. Jad Fair y Philippe Petit - That's Right, Go Cats, cd/lp 2012
- Bismuth - s/t, LP, April 2014 Geertruida Records

## Enlaces externos

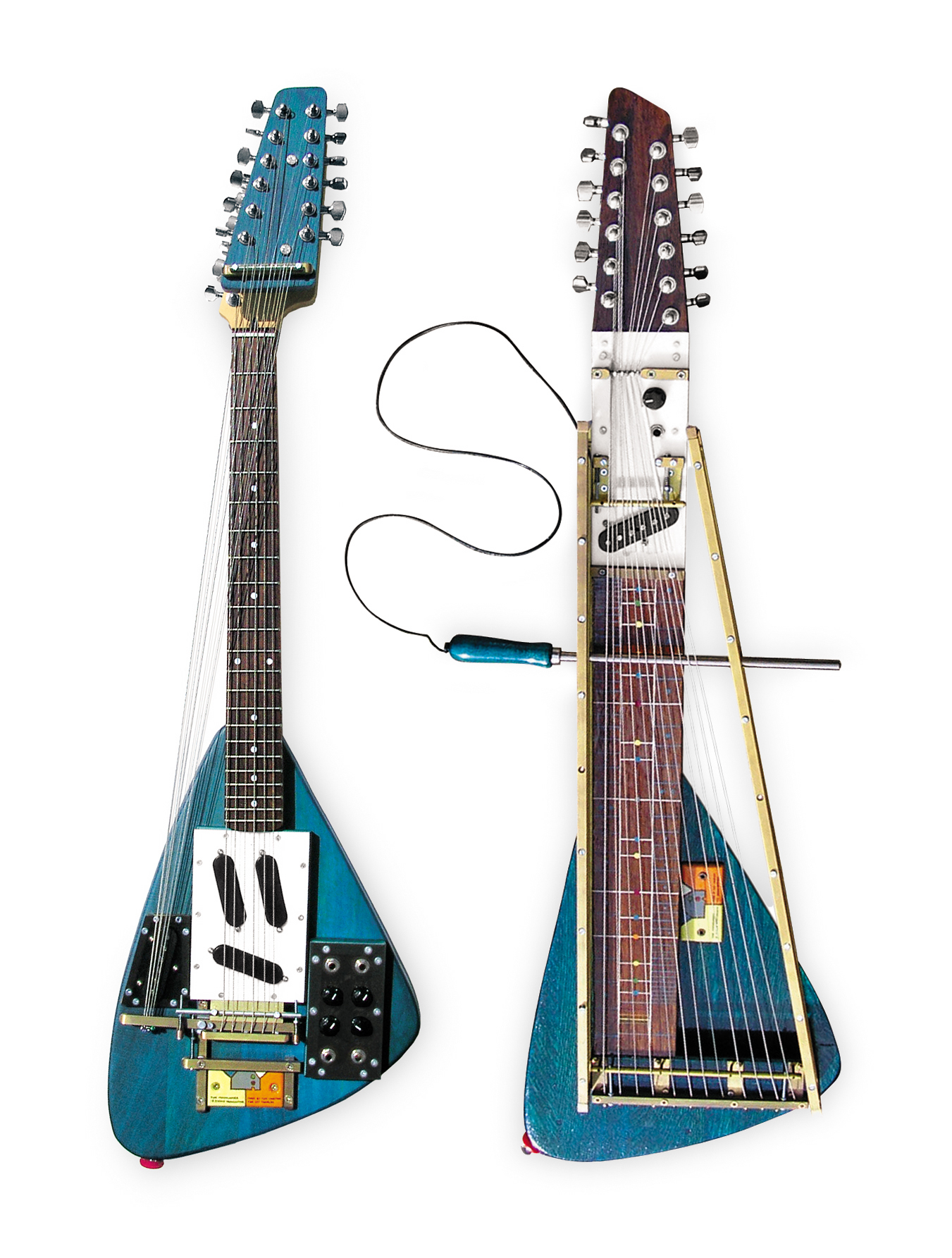
La Moodswinger y la Moonlander
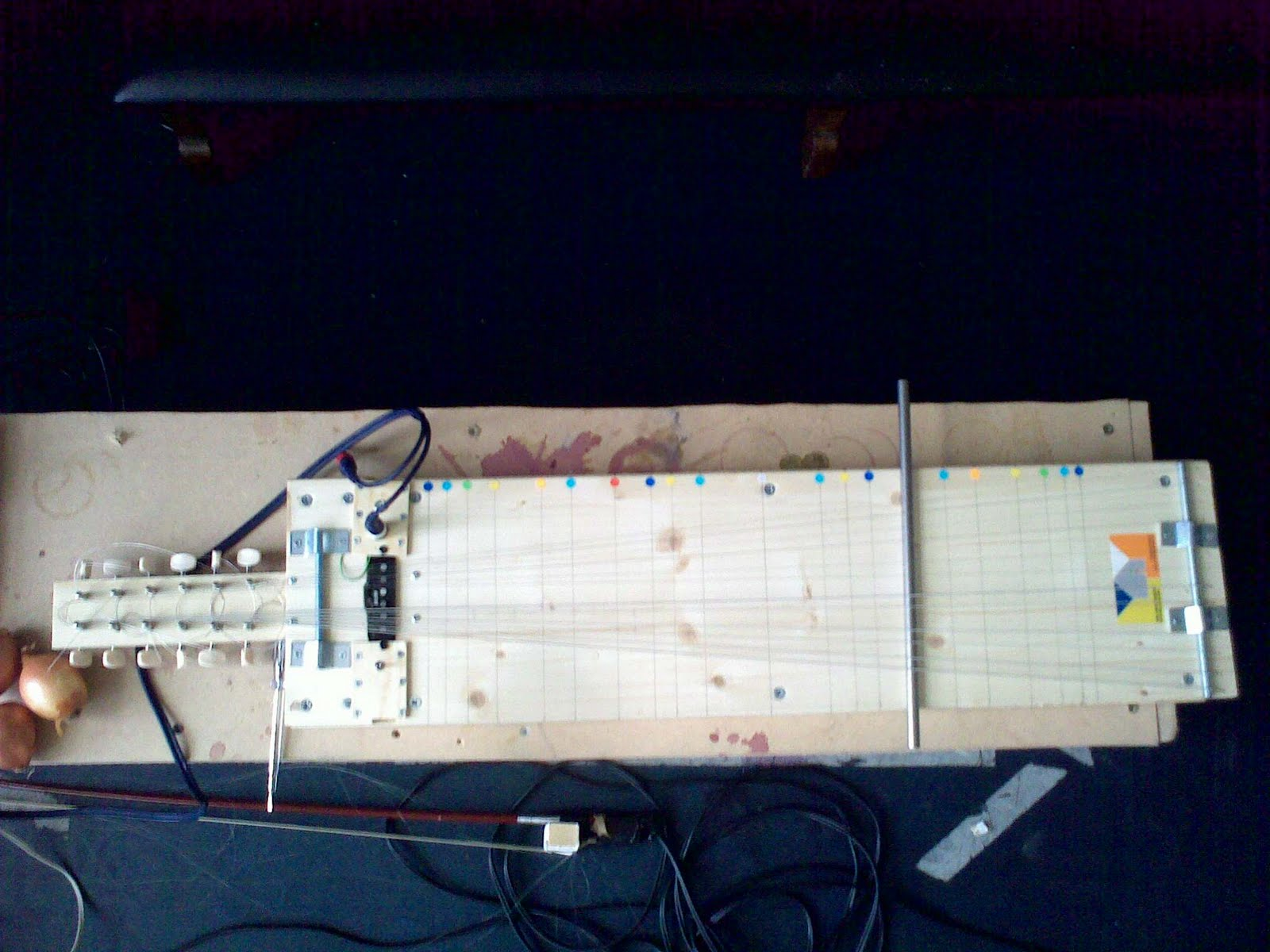
La Home Swinger
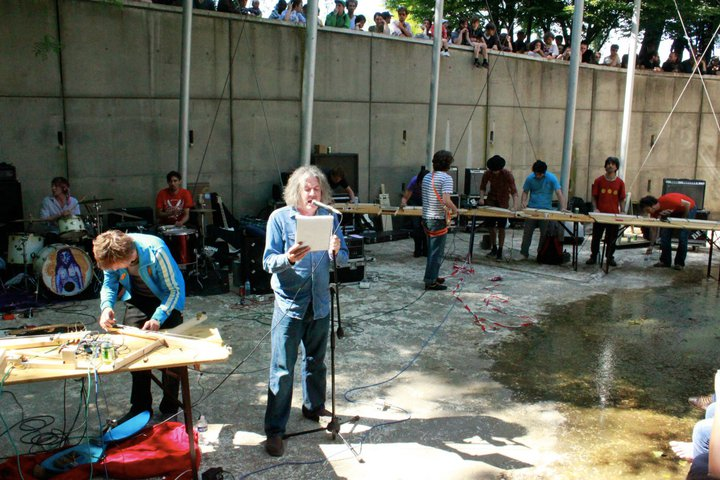
Yuri Landman con Jad Fair y Action Beat en el Villette Sonique 2011